# National Television of Cambodia
National Television of Cambodia, nota anche con l'acronimo TVK (in khmer: ទូរទស្សន៍ជាតិកម្ពុជា, ទទក), è l'ente televisivo pubblico della Cambogia. Trasmette da Phnom Penh, insieme alla radio nazionale National Radio of Cambodia (RNK, in khmer: វិទ្យុជាតិកម្ពុជា), principalmente in lingua khmer.
TVK è membro dell'Asia-Pacific Broadcasting Union (ABU).

## Storia
Nel 1946 nacque Radio Cambodge a Phnom Penh, all'epoca nella parte dell'Indocina francese nota come Protettorato francese della Cambogia, utilizzando attrezzature giapponesi. Dopo l'indipendenza divenne Radiodiffusion Nationale Khmère (RNK).
Le trasmissioni test della televisione iniziarono, invece, nel 1961 e quelle regolari il 2 febbraio 1966 come Télévision Royale Khmère (TVRK).
Nel 1971, con il passaggio del Paese alla repubblica, la società fu rinominata Télévision de la République Khmère (TVREK); il nome attuale le fu invece dato nel 1976.
Nel 1983 fu istituita una specifica commissione allo scopo di supervisionare le attività sia della radio che della televisione. Nel 1994 la radio e la TV di Stato furono poste sotto il Ministero dell'informazione e divise in due diverse organizzazioni.
Il 20 aprile fu lanciato il secondo canale nazionale di Stato, TVK2, a carattere didattico.

## Servizi

### Televisione

#### Nazionale
| Nome  | Sede       | Тipo                                            | Lancio | Lingua |
| ----- | ---------- | ----------------------------------------------- | ------ | ------ |
| TVK 1 | Phnom Penh | generalista nazionale con finestre di regionali | 1966   | khmer  |
| TVK 2 | Phnom Penh | programmi didattici                             |        | khmer  |

#### Regionale
| Nome              | Sede                    | Тipo        | Lancio | Lingua |
| ----------------- | ----------------------- | ----------- | ------ | ------ |
| TVK Battambang    | Battambang              | generalista |        | khmer  |
| TVK Koh Kong      | Koh Kong                | generalista |        | khmer  |
| TVK Kratie        | Kratié                  | generalista |        | khmer  |
| TVK Mondulkiri    | Sen Monorom             | generalista |        | khmer  |
| TVK Preah Vihear  | Phnom Tbeng Meanchey    | generalista |        | khmer  |
| TVK Pursat        | Pursat (relé nazionale) | generalista |        | khmer  |
| TVK Ratanakiri    | Banlung                 | generalista |        | khmer  |
| TVK Siem Reap     | Siem Reap               | generalista |        | khmer  |
| TVK Sihanoukville | Sihanoukville           | generalista |        | khmer  |
| TVK Stung Treng   | Stung Treng             | generalista |        | khmer  |

## Ricezione

### Satellite[6]
| Satellite          | LaoSat 1    | Measat 3A   | Thaicom 8    |
| Posizione orbitale | 128.5º Est  | 91.4° Est   | 78.5° Est    |
| Bouquet            | /           | /           | DTV Cambodia |
| Canali             | TVK TVK2    | TVK TVK2    | TVK TVK2     |
| Frequenza          | 10790       | 4144        | 11480        |
| Polarizzazione     | Orizzontale | Orizzontale | Orizzontale  |
| SR                 | 45000       | 4166        | 30000        |
| FEC                | 3/4         | 3/4         | 3/4          |
| Modulazione        | 8PSK        | QPSK        | 8PSK         |

### Terrestre
I canali di TVK sono diffusi in standard PAL B/G.